# Luis Gini
Luis Arnulfo Gini (né le 31 octobre 1935 au Paraguay) est un joueur de football international paraguayen qui évoluait au poste de défenseur.

## Biographie

### Carrière en sélection
Avec l'équipe du Paraguay, il joue 8 matchs (pour aucun but inscrit) entre 1959 et 1961. 
Il participe avec la sélection paraguayenne au championnat sud-américain de 1959 organisé en Argentine.
Il figure dans le groupe des sélectionnés lors de la Coupe du monde de 1958. Il ne joue aucun match lors de cette compétition, mais dispute tout de même un match face au Mexique comptant pour les tours préliminaires de la coupe du monde 1962.